# Herb Tuvalu
Herb Tuvalu – herb Tuvalu.

## Opis
Na tarczy o złotej bordiurze, usianej ośmioma muszlami i 8 liśćmi bananowca umieszczono tradycyjną chatę stojącą na zielonej trawie pod błękitnym niebem. W dolnej części stylizowany zarys fal morskich, symbolizujących Ocean Spokojny. Muszle są symbolem 8 wysp wchodzących w skład państwa. Muszle w kształcie mitry należą do ślimaka morskiego mitra mitra (Mitra episcopalis).
Pod tarczą znajduje się złota wstęga z napisem w języku tuvalu: Tuvalu mo te Atua („Tuvalu dla Wszechmogącego”), który to tekst jest zarówno dewizą narodową, jak i tytułem hymnu państwowego.